# Karpattyskar
Karpattyskar (tidigare Mantaken) var en grupp tyskar som från 1100-talet migrerade från olika delar av det Tysk-romerska riket till de slovakiska och ungerska Karpaterna.

## Historisk översikt

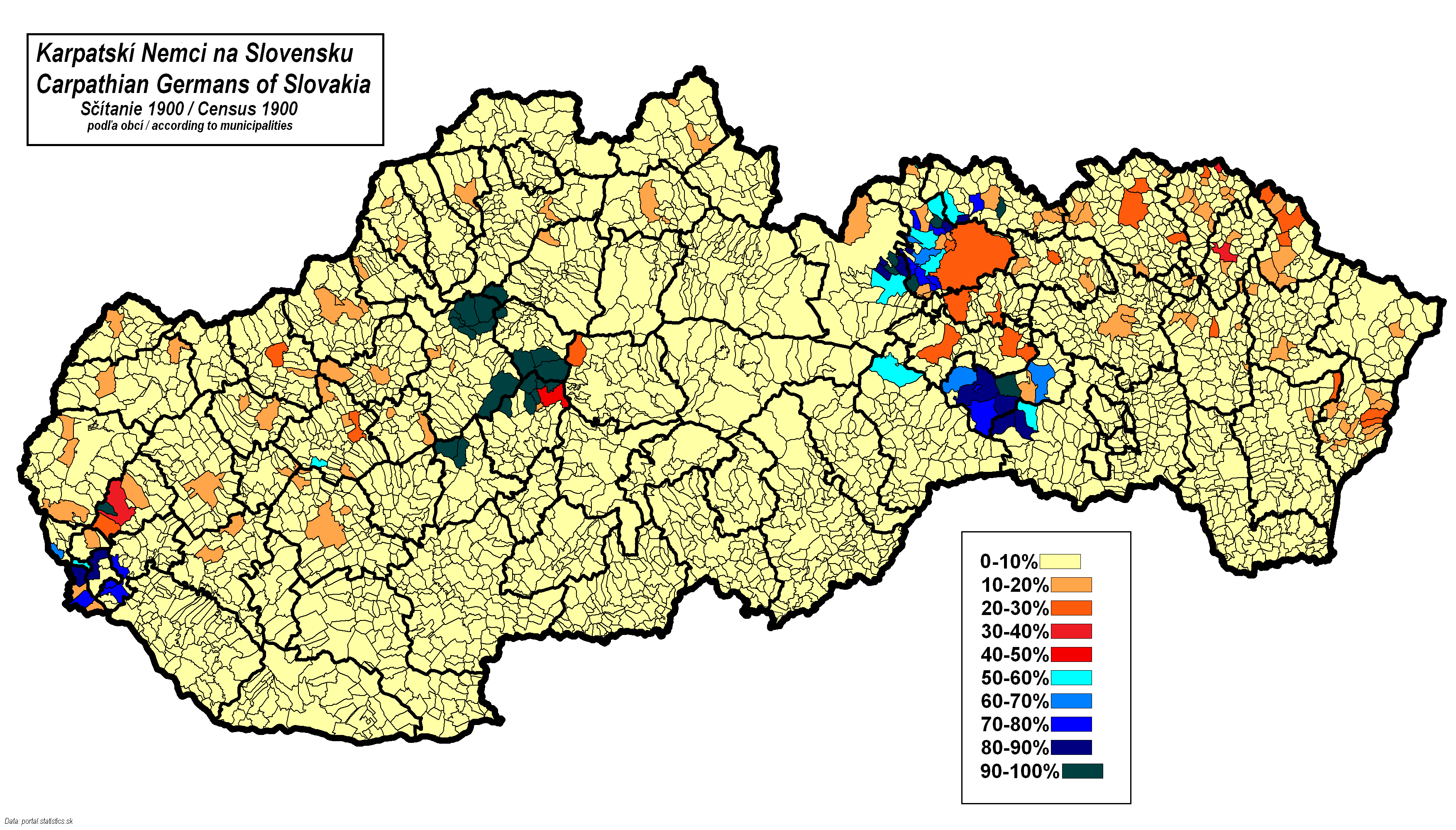
Fördelning av karpattyskar år 1900.

De första karpattyskarna var schlesiska bönder, det var Gela II som hade inkallat dem. Senare inkallade Bela II även in hantverkare och bergsmän. Runt 1900-talet minskade antalet karpattyskar på grund av utvandringen till USA. Innan detta, vid 1800-talet fanns ungefär 200 000 karpattyskar. De flesta av de 128 000 karpattyskarna flydde till Tyskland i samband med det slovakiska upproret 1944. En tredjedel av flyktingarna återvände till Slovakien, men 33 000 fördrevs av den tjeckoslovakiska regeringen 1945. 20 000 som var av betydelse för den tjeckoslovakiska nationalekonomin fick stanna. 

## I dag
År 2001 uppgav sig 5 400 personer som tyskar i Slovakien. Myndigheterna menar dock att det kan ha varit uppemot 10 000. Byn Chmel’nica har en majoritet med tysktalande personer av 900 invånare. Den tyska minoriteten som finns är mest bosatta i fem regioner: Bratislava med omnejd: Hauerland; Oberzips ( Övre Zips) : Untezips ( Nedre Zips); Bodwatal.

### Fotnoter
1. ↑  Per Nilson. ”Den tyska minoriteten i Slovakien”. Kultur i öst. sid. 2. http://kulturiost.se/files/karpattyskarna.pdf. Läst 26 juli 2019.